# Østsjællands Museum
Østsjællands Museum er en selvejende institution, som blev oprettet i 1994. Østsjællands Museum er et naturhistorisk museum med geologisk ansvar for Faxe, Stevns, Køge og Vordingborg kommuner – Lokalmuseum for Faxe – Rønnede – Stevns. Blandt museets lokationer er Koldkrigsmuseum Stevnsfort, Geomuseum Faxe samt en kulturhistorisk udstilling i Faxe Gl. Rådhus.
December 2018 flyttede administrationen på Østsjællands Museum til det tidligere rådhus på Rådhusvej 2 i Faxe.